# Região Örebro

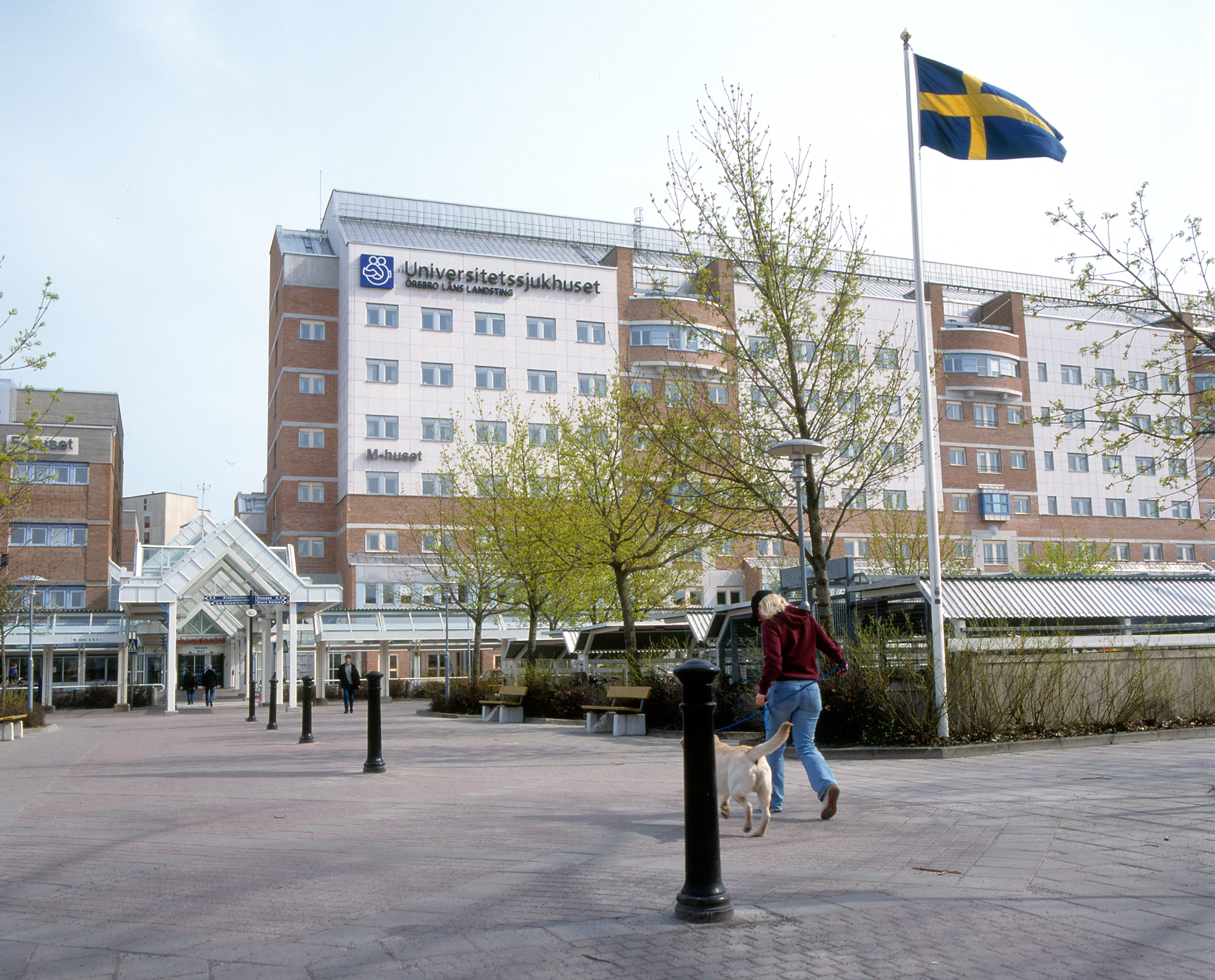
O Hospital Universitário de Örebro

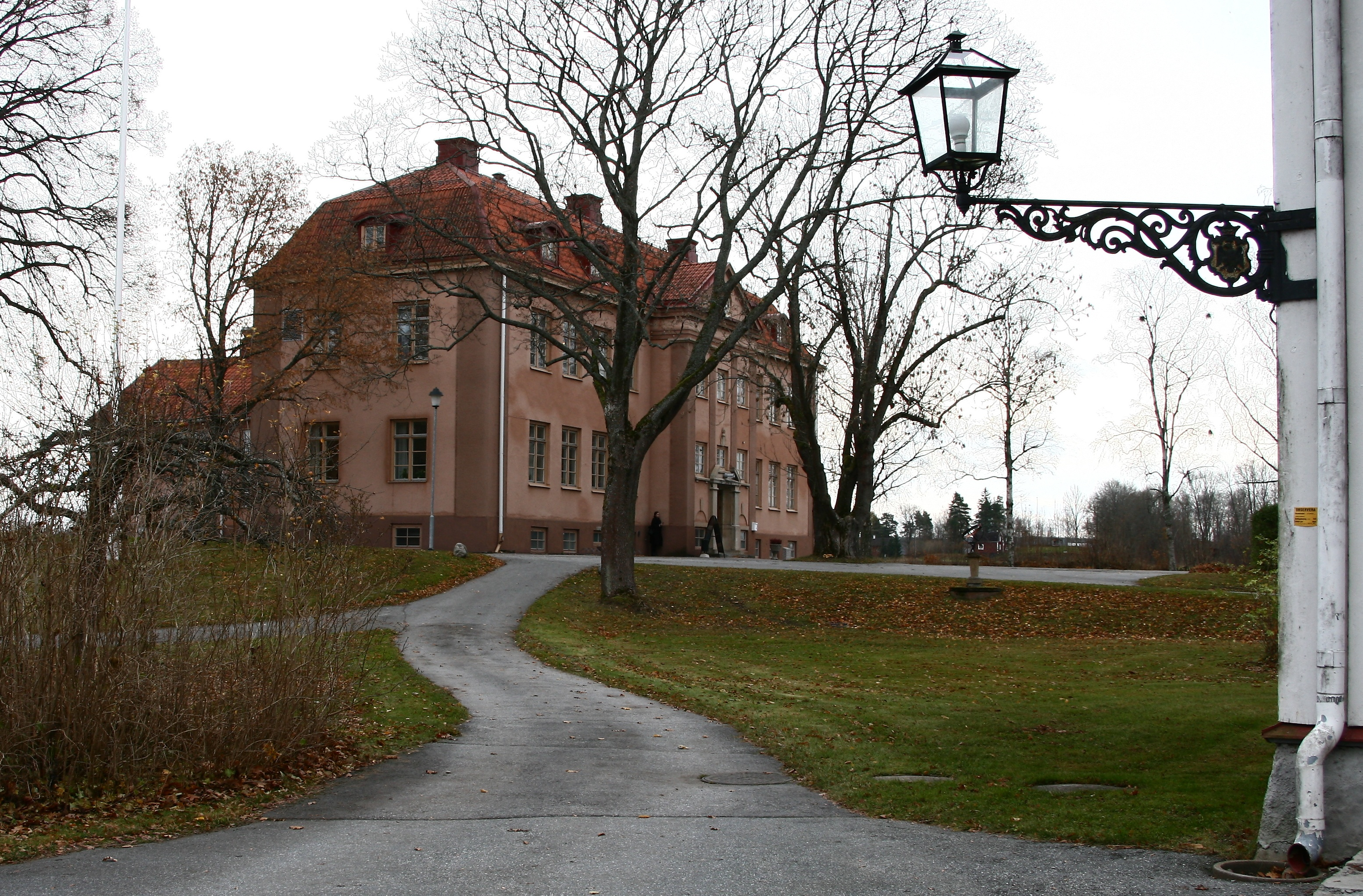
A Escola Superior Popular de Kävesta

A Região Örebro (em sueco: Region Örebro län;  PRONÚNCIA) é uma autarquia regional, responsável pela gestão pública na área geográfica do condado de Örebro.

Abrange as 12 comunas do condado, com uma área total de 8 504 km² e uma população de 307 834 habitantes (2024).

Tem a sua sede na cidade de Örebro.

### Comunas da Região
O condado de Örebro é composto pelas seguintes 12 comunas (kommuner):

| - Askersund - Degerfors - Hallsberg - Hällefors - Karlskoga - Kumla - Laxå - Lekeberg - Lindesberg - Ljusnarsberg - Nora - Örebro |

## Áreas de responsabilidade
Tem como função principal a definição de políticas e a gestão da saúde pública, dos serviços de saúde, dos cuidados dentários, das infraestruturas, dos transportes públicos, e de várias instituições regionais do ensino e da cultura, assim como a coordenação das medidas de desenvolvimento regional no que respeita a infraestruturas de transportes, economia, mercado de trabalho e educação.

### Assistência médica

#### Hospitais
A Região conta com 3 hospitais:

- Hospital Universitário de Örebro
- Hospital de Karlskoga (Karlskoga lasarett)
- Hospital de Lindesberg (Lindesbergs lasarett)

#### Centros de saúde públicos
A região gere os centros de saúde públicos (vårdcentral), existentes em toda a região.

#### Clínicas públicas de cuidados dentários
A região dispõe de 21 clínicas dentárias (allmäntandvårdskliniker).

### Transportes públicos
A Região Örebro é proprietária da empresa de transportes públicos rodoviários Länstrafiken Örebro, e acionista das linhas ferroviárias locais Tåg i Bergslagen e Mälardalstrafik.:

### Instituições regionais de ensino e cultura
- Museu Regional de Örebro (Örebro läns museum)
- Escola Superior Popular de Kävesta (Kävesta folkhögskola)
- Escola Superior Popular de Fellingsbro (Fellingsbro folkhögskola)

## Organização política da região

As "Regiões político-administrativas" da Suécia
T – Região Örebro

As região constitui um nível intermédio entre o estado (staten) e os municípios (kommunerna) do condado.

### Órgão político e administrativo regional
A Região é dirigida por uma assembleia regional (regionfullmäktige), composta por 71 deputados regionais (fullmäktigeledamöter), eleitos de 4 em 4 anos.

Esta assembleia elege por sua vez um governo regional executivo (regionstyrelse), constituído por 15 deputado, tanto da maioria política como da oposição.

### A região e o condado
A Região Örebro (Region Örebro) coexiste dentro do Condado de Örebro (Örebro län) com o Conselho Administrativo do Condado de Örebro (Länsstyrelsen i Örebro län).

Enquanto que a região (region) é um órgão político, eleito pelos cidadãos e responsável pela saúde, transportes públicos e desenvolvimento regional, o conselho administrativo do condado (länsstyrelsen) é um órgão local do estado, com a missão de executar nesse mesmo condado as tarefas administrativas do estado - defesa civil, assistência social, proteção do ambiente e realização de eleições gerais, etc... 

### A região na União Europeia
No âmbito da União Europeia, a Região Örebro exerce as suas funções no território consignado ao Condado de Örebro, o qual é uma unidade estatística do tipo (Nuts 3).